# Кара (регіон)
Ка́ра (фр. Région de la Kara) — один із 5 регіонів у складі Тоголезької Республіки. Адміністративний центр — місто Кара.

## Населення
| 1970    | 1981    | 2000    | 2002    | 2003    | 2004    | 2005    | 2006    | 2010    |
| ------- | ------- | ------- | ------- | ------- | ------- | ------- | ------- | ------- |
| 235 000 | 426 651 | 626 000 | 640 000 | 647 000 | 654 000 | 662 000 | 669 000 | 769 940 |

## Склад
До складу регіону входять 7 префектур, які поділяються на 75 кантонів та 649 населених пунктів:
| № | Префектура | Площа, км² | Населення, осіб (2010) | Центр      | Кантони | Населені пункти |
| - | ---------- | ---------- | ---------------------- | ---------- | ------- | --------------- |
| 1 | Ассолі     | 938        | 51 491                 | Бафіло     | 6       | 54              |
| 2 | Бассар     | 3 620      | 119 717                | Бассар     | 10      | 100             |
| 3 | Бінах      | 480        | 70 054                 | Пагуда     | 9       | 64              |
| 4 | Данкпен    | 2 690      | 130 723                | Герін-Кука | 12      | 149             |
| 5 | Дуфелгу    | 1 275      | 78 635                 | Ніамтугу   | 14      | 74              |
| 6 | Керан      | 1 660      | 94 061                 | Канде      | 9       | 104             |
| 7 | Козах      | 1 075      | 225 259                | Кара       | 15      | 104             |